# Jazzkantine
Jazzkantine est un groupe allemand de hip-hop jazz, originaire de Braunschweig. Inspiré entre autres par le groupe Jazzmatazz, il est formé par Ole Sander, Matthias Lanzer et Christian Eitner. Le style musical de Jazzkantine est une synthèse des éléments stylistiques du jazz, du funk et du hip-hop. Jusqu'à présent, le groupe collabore avec des groupes et artistes aussi divers que Smudo, Götz Alsmann et des groupes comme Such a Surge. 

## Histoire
En 1994, le groupe signe un contrat avec le label BMG Hamburg pour son premier album, intitulé Jazzkantine, et fait son entrée dans les charts. En 1996, le groupe reçoit le prix musical allemand Echo dans la catégorie « meilleure production jazz » ; le groupe reçoit également le German Jazz Award et le Goldene Ohr. Le groupe est également nommé pour un Echo pour l'album Hell's Kitchen.
Depuis 1994, le groupe compte plus de 2 000 concerts en Allemagne, en Autriche et en Suisse, notamment au Montreux Jazz Festival. Le 6 avril 2002, dans le cadre de la série de manifestations hr3@night, un concert a lieu dans les halls de la foire de Kassel avec le big band de hr (direction : Jörg Achim Keller). Avec les projets Tanzzkantine, Braunschweich, Braunschweich!, Ölper 12 Pöints, Ölper 12 Pöints - Die zweite Staffel, Ölper 12 Pöints - Die dritte Staffel, Unser Eintracht, DaDaDa et Hyper Hyper, six coproductions avec le Staatstheater Braunschweig sont réalisées avec succès,. En 2008 sort le CD Hell's Kitchen, sur lequel le groupe réinterprète des morceaux de hard rock au son de Jazzkantine (avec, entre autres, les chanteurs invités Xavier Naidoo, Max Mutzke, Tom Gaebel et Pat Appleton de DePhazz). L'album atteint d'abord la première place des classements de jazz iTunes et plus tard, en juillet 2008, la première place des classements allemands officiels de jazz.
En mars 2012, Jazzkantine sort un nouvel album chez Universal Music intitulé Jazzkantine spielt Volkslieder. Pour la première fois, le groupe interprète des chansons populaires allemandes classiques dans un style nouveau, en les mélangeant avec des influences de hip-hop, de reggae et de soul, le tout dans un style typiquement Jazzkantine. Comme sur les albums précédents, le groupe fait appel à des invités de renom, comme Pat Appleton de DePhazz ou Sam Leigh-Brown du Frank Popp Ensemble. Entre août et septembre 2012 suit la troisième saison de Ölper avec Ö 3.0 - das Ölperium zurück.
Dans leur album Mit Pauken und Trompeten d'août 2019, le morceau Eine Ehre retrace les 25 ans de l'histoire de Jazzkantine - condensée en 4:15 minutes. En octobre 2022, l'album Discotheque sort.

## Discographie
- 1994 : Jazzkantine (62e place des charts allemands[8],  Or[9])
- 1995 : Heiß und Fettig (38e place des charts allemands[8], 25e en Suisse[10],  Or[9])
- 1996 : Frisch gepresst und Live
- 1998 : Geheimrezept (18e place des charts allemands[8], 41e en Autriche[11], 19e en Suisse[10])
- 2000 : In Formation (54e place des charts allemands[8], 80e en Suisse[10])
- 2002 : Futter für die Seele (68e place des charts allemands[8], 62e en Suisse[10])
- 2008 : Hell's Kitchen (23e place des charts allemands[8], 73e en Autriche[11])
- 2019 : Mit Pauken und Trompeten (62e place des charts allemands[8])
- 2022 : Discotheque